# Edificio de la Cámara Oficial de Comercio, Industria y Navegación de Melilla
El edificio de la Cámara Oficial de Comercio, Industria y Navegación es un edificio modernista ubicado en la calle Miguel de Cervantes del Ensanche Modernista que alberga la Consejería de Cultura de la ciudad española de Melilla y que forma parte del Conjunto Histórico Artístico de la Ciudad de Melilla, un Bien de Interés Cultural.

## Historia
La Cámara de Comercio de Melilla fue fundada por Real Orden de 26 de septiembre de 1906, sustituyendo a la anterior Asociación Mercantil e Industrial y de Propietarios y de la idea original de crear un Museo Comercial, exposición permanente de productos industriales, con este Museo y sus servicios inherentes a sus funciones, para el desarrollo económico, nacionalismo comercial, cultural y social de la ciudad.
Esta solicita y le es concedido en usufructo el solar 189 del Barrio Reina Victoria por el Ramo de Guerra en 1912 para la construcción de un museo comercial, que se incluye en el inmueble erigido por los contratistas Mariné y Bonet según el proyecto del arquitecto Enrique Nieto, que ya trazó el proyecto no ejecutado de Museo Comercial para la Corporación en 1910 y cuya dirección facultativa y trazado, de abril de 1913 se realizó de forma altruista, lo que motivó que fura nombrado Socio de honor entre el 2 de agosto de 1913, cuando el general Gómez Jordana colocó la primera piedra del edificio, que fue inaugurado el día 25 de julio de 1915 por el general Aizpuru, si bien la Junta Directiva ya había celebrado su primera sesión el 14 de noviembre de 1914 y el 25 enero de 1915s e había constituida oficialmente en Asamblea General Ordinaria, convirtiéndose desde entonces en el emblema de la sociedad civil y en un símbolo de la arquitectura de la Melilla comercial, así como la primera de España que cuente con domicilio propio.
Costo 64.000 pesetas y la vida del obrero Rafael Vega Guerrero al caer del andamio el 14 de abril de 1914.
En 1915, 1919, 1925 y 1933 fue restaurada la montera de cristales sobre la caja de escalera y en 1929 y 1933 se pintan las fachadas.
El 14 de enero de 1939 el edificio es incautado para albergar la Delegación del Gobierno, siendo trasladada la Cámara al número 9 de la calle Prim, desde el 1 de enero de 1940, al número 1 de la calle Granada. En 1945 la Delegación alquila el edificio oficialmente y el 30 de noviembre de 1951 Nieto dirige su saneo y pintado exterior e interior.  Entre 1954 y 1956 según proyecto del arquitecto municipal reforma otra vez la montera de la escalera cristales y los acabados, aprovechando los tabique spor economía, trasladando la Biblioteca a su ubicación original y reduciendo el salón de actos, siendo necesario para costear la obra el alquiler de parte de la planta baja a entidades oﬁciales y con su rendimiento, sufragar lo invertido en la restauración del ediﬁcio. En 1968 se reconstruye su techo a dos aguas, muy deteriorado. 
En 1974 y 1978) se reforma la planta alta. En su planta baja, se situarán la Subdelegación Regional de Comercio, Clases Comerciales y desde el 16 de septiembre de 1995 la sede de la Comisión V Centenario, que adecenta el exterior del inmueble.
En el 2006, se inicia la demolición de la cubierta, según proyecto del arquitecto Benito Manuel Perelló González Moreno, del 20 de septiembre de 2006, visada por el COACAM 6 días más tarde  y posteriormente se realiza proyecto de rehabilitación con ampliación de una planta retranqueada por el estudio de arquitectura Montero & Moreno siendo reinaugurado el 28 de enero de 2013 tras la rehabilitación, instalándose en parte de su planta baja el Centro de Estudio y Formación de la Ciudad Autónoma de Melilla. El 25 de enero de 2016 fue afectado por el Terremoto del mar de Alborán de 2016, produciéndose una fisura en uno de los remates de las pilastras, que conllevó la retirada y conservación de éste en almacenes municipales.
La Cámara inició en el 2016 el proceso para su disolución y liquidación. El edificio dejó de ser propiedad de la corporación comercial en el 2018 y fue adquirido por la Ciudad Autónoma de Melilla, que trasladó la sede de la Consejería de Cultura desde el Palacio de la Asamblea, bastante afectado por el terremoto,  hasta el edificio de la Cámara.

## Descripción
Consta de planta baja y planta principal, más otra retranqueada. Está construido con paredes de mampostería de piedra local y ladrillo macizo, con vigas de hierro y bovedillas del mismo ladrillo.

## Exterior

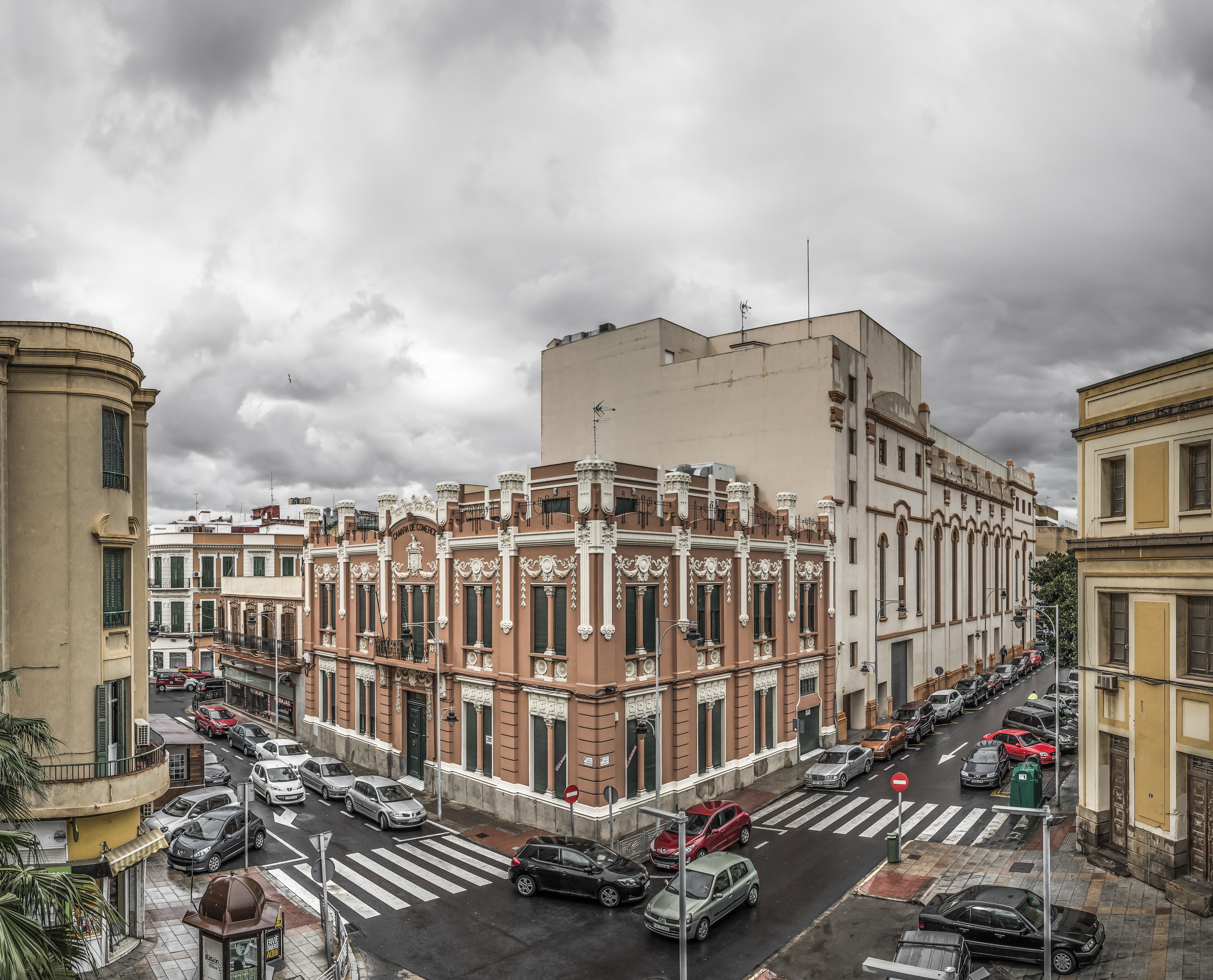
Cámara de Comercio
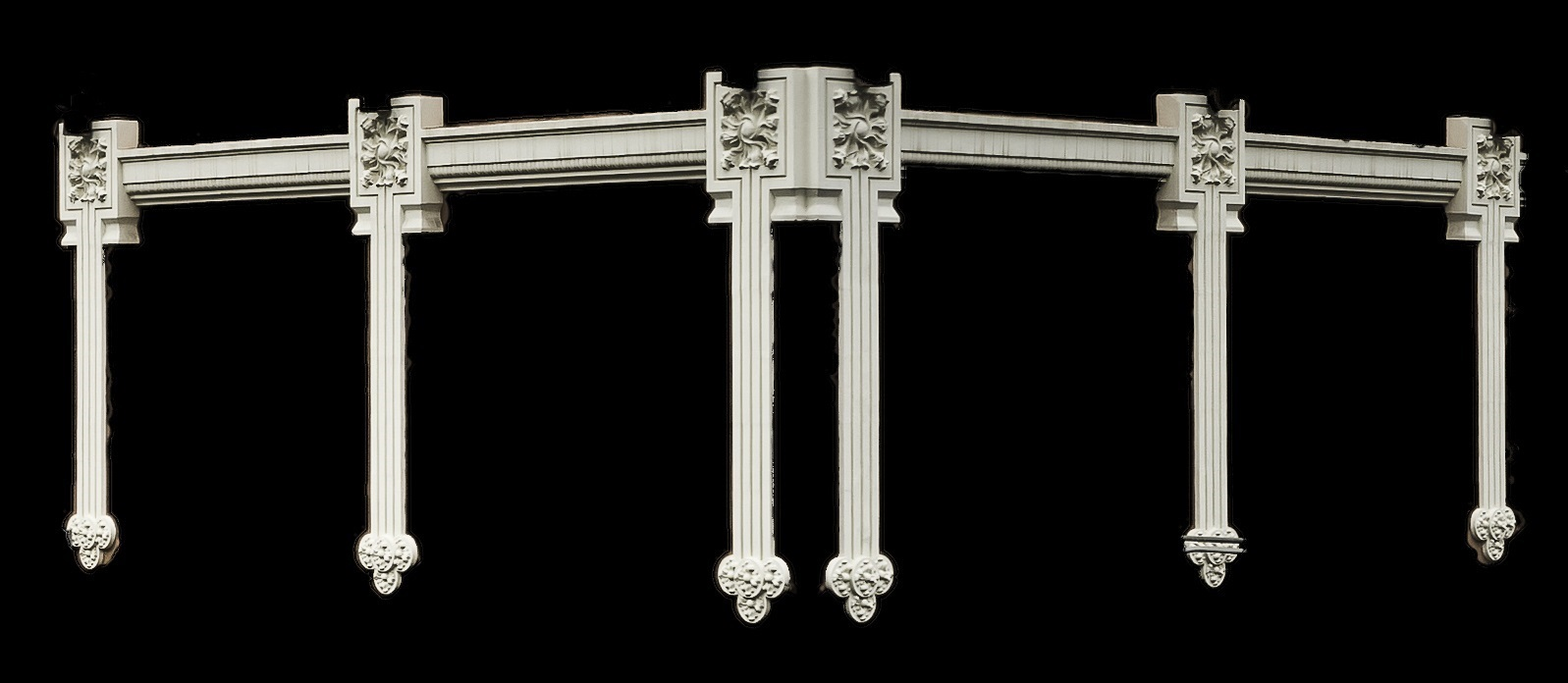
Bandas y flores cuadráticas en las líneas estructurales de edificio

Las fachadas están compuestas por ventanas bíforas, separadas por pilares corintios, con molduras sobre sus dinteles, rectangulares complejos geométricos en la planta baja y florones en la principal, flanqueadas y separadas por pilastras. La entrada principal se sitúa en el centro de la fachada que da a la calle Miguel de Cervantes, con una puerta de ebanistería que conduce a un balcón con una ventana trífora. Todo el conjunto termina con los pináculos que arrancan de las pilastras, en el peto, con rejerías entre ellos.

### Interior

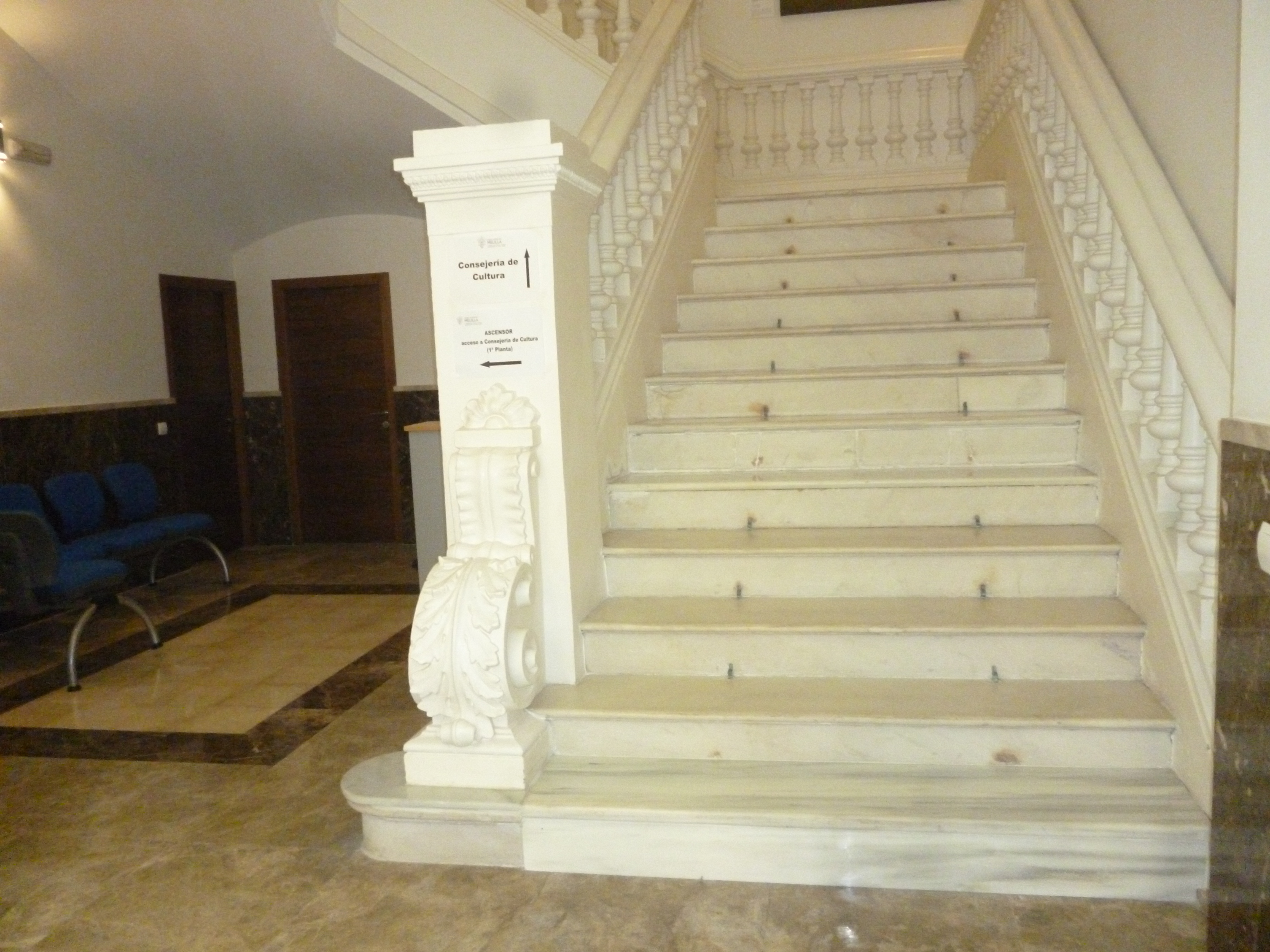
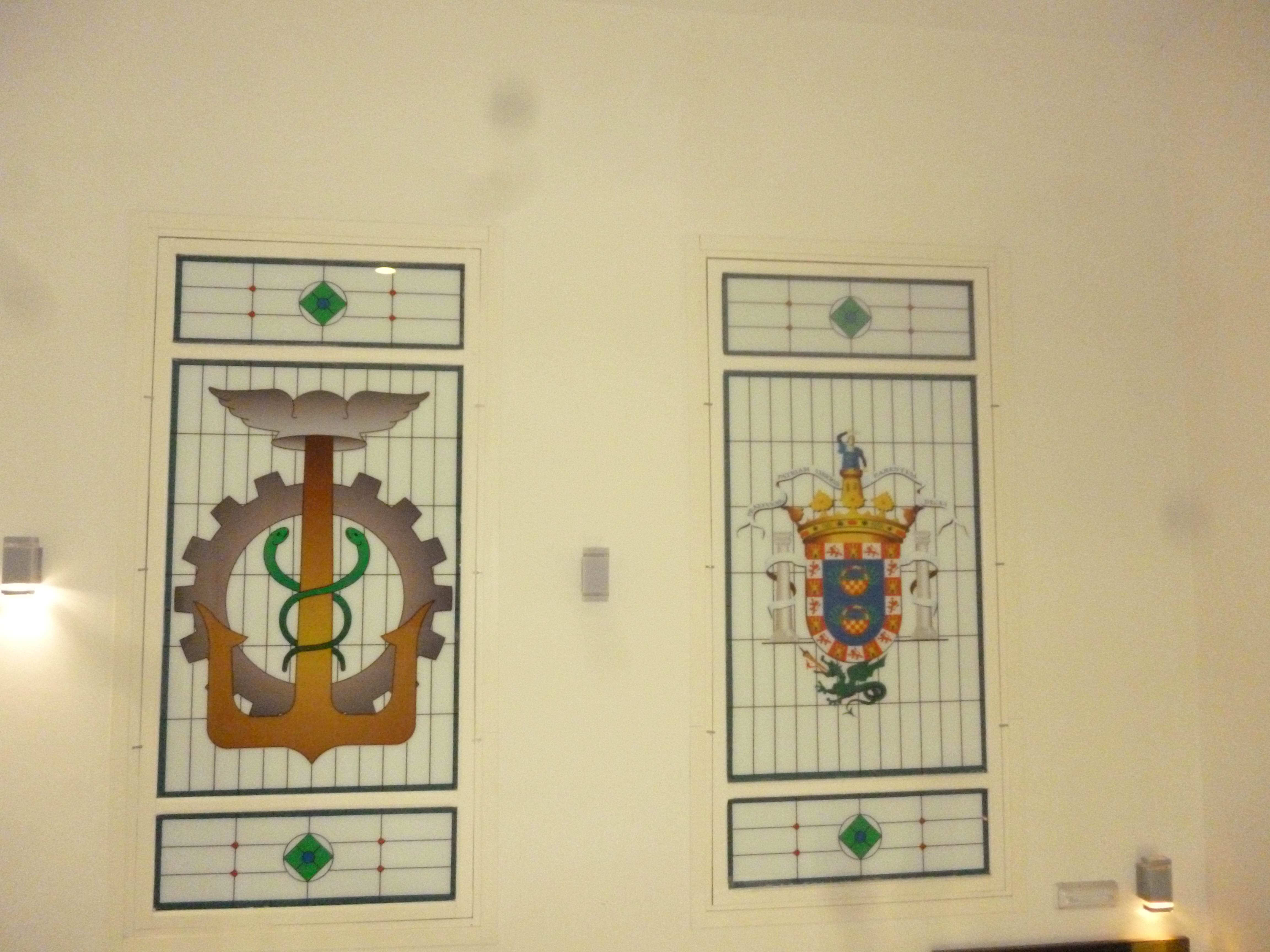

Tras al puerta se encuentra el ingreso, el vestíbulo, con la placa conmemorativa a D. Pablo Vallescá, primer presidente, diseñada por D. Manuel Aguilera Gálvez en 1918, que da acceso a oficinas, antes las Salas del Museo Comercial, las Escuelas Comerciales, la Subdelegación Regional de Comercio, entr 1995, la Sede de la Comisión V Centenario y la Secretaría y el despacho del Secretario, mientras en la planta principal, a la que se accede desde la Escalera Imperial, con vidrieras donadas por el Paraíso en sus laterales y un tragaluz sobre ella, se encontraba el Salón de Actos, el mayor de la ciudad, que ocupaba toda la línea de la fachada a la calle Cervantes, la Biblioteca, con su mobiliario diseñado por Nieto–croquis del arquitecto- confeccionado por los Sres. Duc y Robeda en Antedepacho, que contaba con una escalera que bajaba a la Secretaría, Presidencia, que conserva el vaciado de escayola del proyecto de Mausoleo de 1924 obra de Nieto y Aula.